# Dubrovnik Airline
La Dubrovnik Airline era una compagnia aerea charter con sede a Ragusa in Croazia; operava principalmente voli charter verso località turistiche europee.

## Storia
La compagnia è stata fondata il 15 dicembre 2004 dalla compagnia di navigazione (marittima) croata "Atlantska Plovidba". Ha iniziato le operazioni nel 2005 con un volo Ragusa-Marsiglia e aveva 117 dipendenti al marzo 2007. Nel 2006 dispone di cinque aerei McDonnell Douglas.
La sua principale attività consisteva nell'operare voli charter verso le coste della Croazia per conto dei principali tour operator europei. Nel 2006 ha trasportato un volume di passeggeri di 380.000 unità; nei primi 7 mesi del 2007 360.000.
Dubrovnik Airline era in perdita fin dal 2009, nel quadro della crisi dell'industria dell'aviazione nell'ex-Jugoslavia. La compagnia rimase con un solo aereo nella stagione estiva del 2011 e contemporaneamente l'azienda proprietaria "Atlantska Plovidba" si tirò fuori dal vettore aereo, causando una riduzione dei dipendenti a 78; il quadro di crisi è peggiorato fino al 23 ottobre 2011, quando la Dubrovnik Airline ha espletato il suo ultimo volo, dichiarando poi bancarotta per l'impossibilità di ripagare i debiti. La compagnia all'epoca trasportava il 10% dei passeggeri in transito all'aeroporto di Ragusa.

## Flotta
La flotta della Dubrovnik Airline comprendeva i seguenti aerei (al 30 aprile 2011):
I due aerei McDonnell Douglas sono stati immatricolati 9A-CDA "Revelin" e 9A-CDE "Sveti Ivan" dal nome di due monumenti della città di Ragusa.
Al 30 aprile 2011, l'età media della flotta era di 24,6 anni.